# Гайленд-Вілледж (Техас)
Гайленд-Вілледж (англ. Highland Village) — місто (англ. city) в США, в окрузі Дентон штату Техас. Населення — 15 899 осіб (2020).

## Географія
Гайленд-Вілледж розташований за координатами 33°5′25″ пн. ш. 97°3′45″ зх. д. / 33.09028° пн. ш. 97.06250° зх. д. (33.090189, -97.062623).  За даними Бюро перепису населення США в 2010 році місто мало площу 16,79 км², з яких 14,25 км² — суходіл та 2,54 км² — водойми.

## Демографія
Згідно з переписом 2010 року, у місті мешкало 15 056 осіб у 4977 домогосподарствах у складі 4397 родин. Густота населення становила 897 осіб/км².  Було 5084 помешкання (303/км²).
Расовий склад населення:
| - 90,7 % — білих - 3,1 % — азіатів - 2,6 % — чорних або афроамериканців - 0,4 % — корінних американців - 0,1 % — вихідців з тихоокеанських островів - 1,2 % — осіб інших рас |

До двох чи більше рас належало 2,0 %. Частка іспаномовних становила 6,3 % від усіх жителів.
За віковим діапазоном населення розподілялося таким чином: 29,2 % — особи молодші 18 років, 62,4 % — особи у віці 18—64 років, 8,4 % — особи у віці 65 років та старші. Медіана віку мешканця становила 41,2 року. На 100 осіб жіночої статі у місті припадало 97,3 чоловіків;  на 100 жінок у віці від 18 років та старших — 95,6 чоловіків також старших 18 років.
Середній дохід на одне домашнє господарство  становив 153 407 доларів США (медіана — 135 404), а середній дохід на одну сім'ю — 153 202 долари (медіана — 135 864). Медіана доходів становила 100 020 доларів для чоловіків та 57 077 доларів для жінок. За межею бідності перебувало 2,2 % осіб, у тому числі 2,4 % дітей у віці до 18 років та 1,3 % осіб у віці 65 років та старших.
Цивільне працевлаштоване населення становило 8380 осіб. Основні галузі зайнятості: освіта, охорона здоров'я та соціальна допомога — 18,9 %, науковці, спеціалісти, менеджери — 16,0 %, роздрібна торгівля — 11,1 %, виробництво — 10,9 %.